# Zittau
Zittau (alt sòrab: Žitawa) és un municipi alemany que pertany a l'estat de Saxònia. El seu nom prové de la paraula eslava per a designar el sègol (txec: žito, polonès: żyto). Limita al sud amb Oybin, al sud-oest amb Olbersdorf i Bertsdorf-Hörnitz, al nord-oest amb Mittelherwigsdorf i al nord amb Ostritz.

## Població
En 1950, la ciutat de Zittau va tenir la seva màxim històric de població, amb aproximadament 47.000 habitants. Des de llavors, a causa de l'atur, a l'aïllament i la caiguda de les taxes de natalitat, la població de la ciutat ha anat descendint. Amb la reunificació alemanya aquesta tendència es va accelerar encara més, car els joves busquen millors perspectives d'ocupació en altres regions. A pesar que l'expansió de la Unió Europea cap a l'Est dona esperança que millori la vida comercial, els pronòstics indiquen que la tendència demogràfica seguirà baixant.
| Any    | Habitants |
| ------ | --------- |
| 1790   | 7.334     |
| 1820   | 7.372     |
| 1834 ¹ | 9.100     |
| 1837 ¹ | 8.674     |
| 1849 ¹ | 10.056    |
| 1861 ¹ | 13.361    |
| 1864 ¹ | 14.300    |
| 1867 ¹ | 15.600    |
| 1871 ¹ | 17.869    |
| 1875 ¹ | 20.417    |
| 1880 ¹ | 22.473    |
| 1885 ¹ | 23.215    |
| 1890 ¹ | 25.394    |

| Any                | Habitants |
| ------------------ | --------- |
| 2. desembre 1895 ¹ | 28.132    |
| 1900 ¹             | 30.921    |
| 1905 ¹             | 34.719    |
| 1910 ¹             | 37.084    |
| 1916 ¹             | 30.795    |
| 1917 ¹             | 30.147    |
| 1919 ¹             | 34.200    |
| 1925 ¹             | 38.521    |
| 1933 ¹             | 39.719    |
| 1939 ¹             | 38.628    |
| 1945 ¹             | 43.968    |
| 1946 ¹             | 45.084    |
| 1950 ¹             | 46.692    |

| Any    | Habitants |
| ------ | --------- |
| 1955   | 46.103    |
| 1960   | 43.241    |
| 1964 ¹ | 42.850    |
| 1971 ¹ | 43.321    |
| 1975   | 42.048    |
| 1981 ¹ | 41.122    |
| 1985   | 39.731    |
| 1988   | 38.144    |
| 1990   | 34.465    |
| 1995   | 29.584    |
| 2000   | 27.454    |
| 2005   | 25.277    |
| 2006   | 24.984    |

¹ Resultat del cens.

## Història

### Història fins a 1635

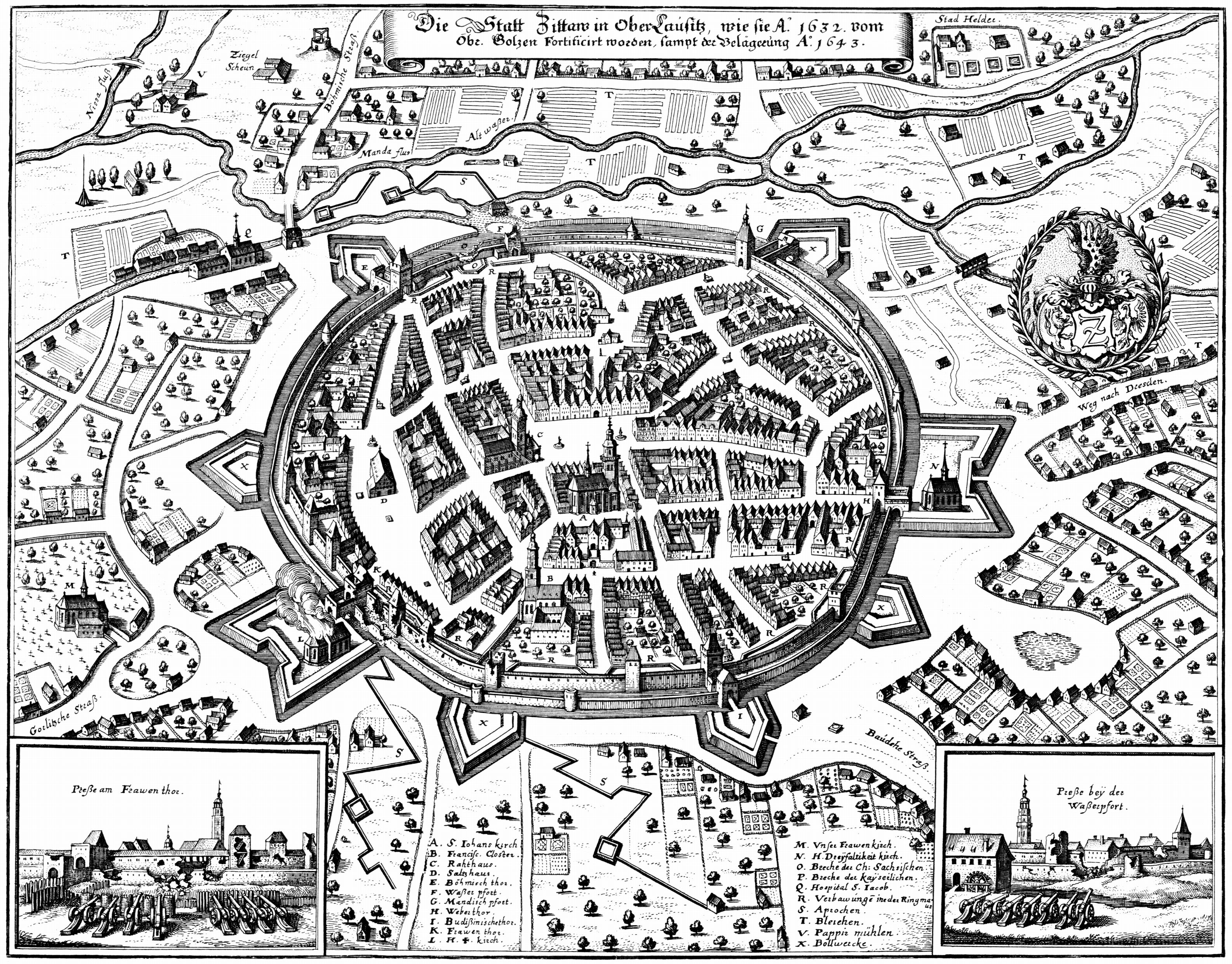
Zittau el 1647.

El territori de Zittau va pertànyer al marquesat de Meissen fins a 1241, quan va passar a la corona de Bohèmia. El primer esment documentada és de l'any 1238. Segons la llegenda, el rei Otakar II de Bohèmia va arribar al poble en 1255 i la va elevar al rang de ciutat, demarcant la línia que seguiria la muralla de la ciutat. Aquesta muralla va ser expandida per una segona muralla entre 1513 i 1535. La ciutat va ser pròspera des de primerenc, com ho demostra el fet que la família von Leipa patrocinés un monestir de la Família franciscana en 1268.
En 1283, Zittau i el castell d'Oybin són entregats, per primera vegada, pel rei de Bohèmia als margraves de Brandenburg. En 1300 la ciutat va obtenir el dret d'encunyar moneda i aquest mateix any els cavallers de l'orde de Sant Joan (Johanniter-Ritterorden) es van establir a la ciutat. En 1310 el rei Joan I de Bohèmia ven les ciutats de Zittau i Oybin als Senyors von Leipa, i les adquireix de nou en 1319 per a donar-les com garantia d'un préstec al duc Heinrich von Jauer. Va passar posteriorment a ser propietat de l'emperador Carles IV de Luxemburg, que al seu torn pren préstecs donant la ciutat en garantia, préstecs que pagà el 1358. La ciutat es va enriquir amb el comerç per la ruta privilegiada per Carles IV. En 1396, el territori de la ciutat incloïa 36 pobles. En 1424 els hussites van atacar el territori de Zittau, però la ciutat no va ser conquistada. A part d'aquests atacs, la ciutat va sofrir diversos incendis, estant entre els més destructius els de 1359, 1422 i 1455. Una epidèmia de pesta va causar grans pèrdues de vides en 1555, hi hagué altres brots en 1559 i 1599.
Després de 1538, la Reforma Protestant es va establir definitivament a la ciutat. En 1547, la ciutat va ser penalitzada per l'emperador per no donar suport al Sacre Imperi Romanogermànic en la lluita contra els pobles protestants de Bohèmia que estaven en rebel·lia. No obstant això, per a la fi del segle Zittau ja havia tornat a adquirir tots els territoris i privilegis perduts. Després de la derrota de les forces de Bohèmia en la batalla de la Muntanya Blanca, molts protestants d'aquesta regió van emigrar a Zittau. Fins a mitjans del segle xviii va existir una comunitat evangèlica txeca a la ciutat.

### Història de 1635 a 1945

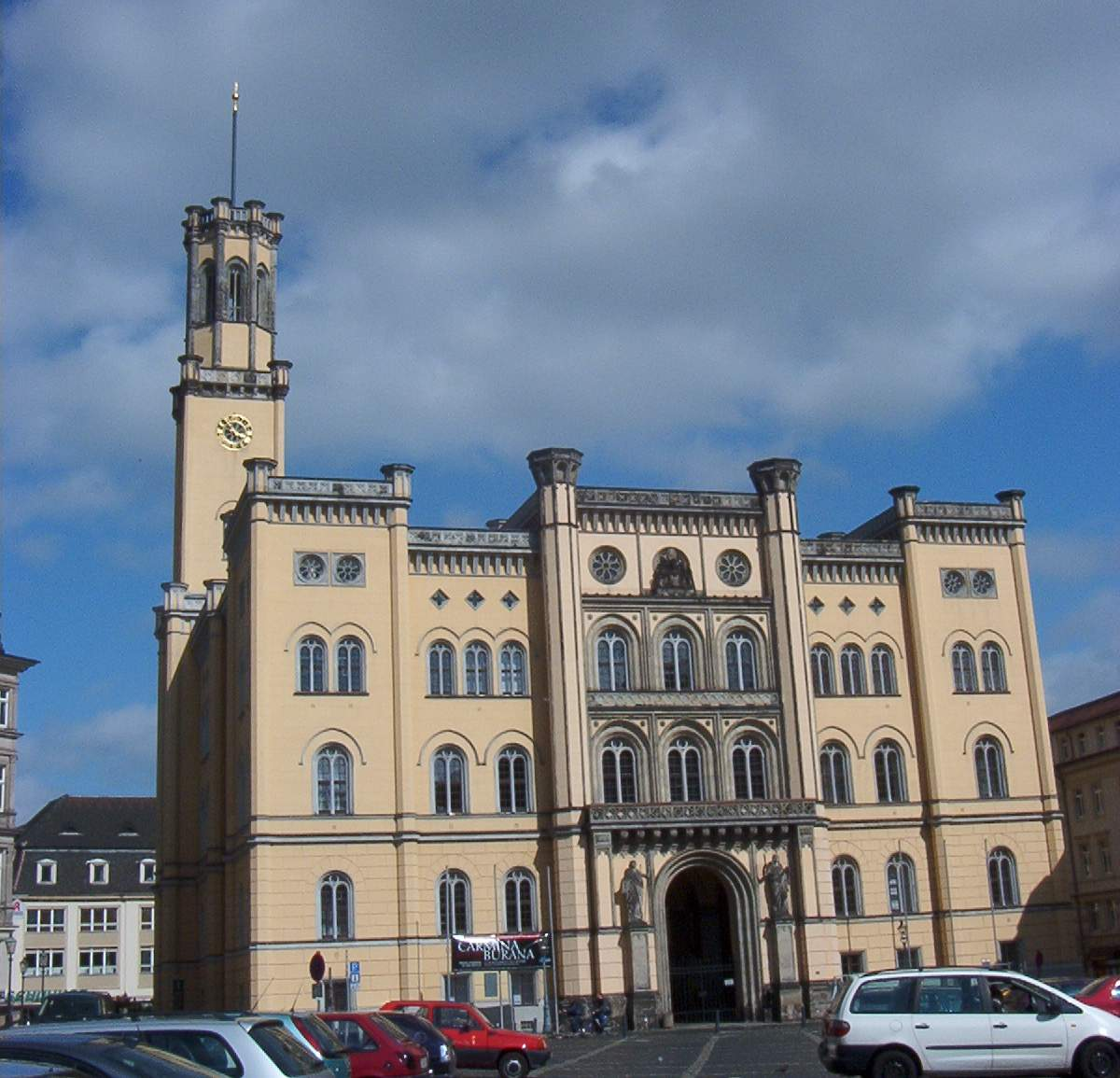
Ajuntament de Zittau

En 1635 Zittau entra a formar part del principat de Saxònia. En 1705 s'establix una societat de comerciants i una llibreria a la ciutat, que es va enriquir amb el comerç amb el llenç, que va prendre dimensions europees, la cervesa i els draps. Durant la Guerra dels Set Anys, el bombardeig del 23 de juliol de 1757 per les forces austríaques va provocar un incendi que va destruir el 80% de la ciutat, incloent l'ajuntament i l'església de Sant Joan. La reconstrucció de l'església va ser problemàtica i no es va concloure fins a 1837. En 1840 es va col·locar la primera pedra per a l'edificació d'un nou ajuntament, conclòs en 1845. Amb la inauguració del nou Teatre de la ciutat, el 25 d'octubre de 1802, comença una època d'esplendor a la vida teatral Zittau. Les restes que quedaven de la muralla de la ciutat van ser demolits entre 1820 i 1869, sent aquestes àrees convertides en zones verdes. En 1884 es va inaugurar el primer hospital.
Entre finals del segle xix i 1945 la ciutat es va convertir en un centre de la indústria tèxtil d'Alemanya. Durant el règim nazi la minoria txeca de la ciutat i la regió fou en gran part expulsada.

### Història des de 1945
Amb l'expulsió dels alemanys de Bohèmia i de Silèsia després de la Segona Guerra Mundial, que va passar al control de Polònia, gran nombre de refugiats s'establiren a la ciutat. El maig de 1945, l'exèrcit soviètic va crear un camp de presoners al barri de Großporitsch, que va arribar a tenir fins a 20.000 presoners militars i civils alemanys. Amb la nova frontera a la línia Oder-Neisse, Zittau va perdre el barri de Großporitsch, que estava al marge oriental del Neisse. El 10 de setembre l'exèrcit soviètic va cedir el control a Polònia.
Amb la nova frontera, va quedar aïllada la que havia estat una ciutat pròspera i una ruta comercial. L'antic comerç amb les províncies alemanyes de Silèsia, Posen i les ciutats alemanyes dels Sudets va desaparèixer completament. Durant el règim de la República Democràtica Alemanya, les rutes amb Polònia estaven restringides i amb les vagues de Solidarność el setembre de 1980, es van introduir noves restriccions. Tot això va contribuir a la decadència de la ciutat, com ho demostren les dades demogràfiques. Al maig de 2004, les celebracions de l'expansió de la Unió Europea cap a l'Est es van realitzar a Zittau amb la participació polonesa i txeca.

## Agermanaments
- Villingen-Schwenningen, Baden-Württemberg
- Bogatynia (Reichenau), Polònia
- Liberec (Reichenberg), República Txeca
- Pistoia, Itàlia
- Portsmouth, Ohio (Estats Units)
- Eichgraben, Àustria

## Personatges il·lustres
- Melchior Franck, compositor musical
- Moriz Haupt, filòleg i germanista.
- Carl Albert Tottmann (1837-1917), compositor i musicògraf.
- Max Fiedler (1859-1939), compositor i director d'orquestra.